# Адамов-Парцел
Адамов-Парцел (пољ. Adamów-Parcel) је село у Пољској које се налази у војводству Мазовском у повјату Жирардовски у општини Рађејовице.
Од 1975. до 1998. године ово насеље се налазило у Скјерњевиком војводству.